# Rattus lutreolus
Rattus lutreolus är en däggdjursart som först beskrevs av John Edward Gray 1841.  Rattus lutreolus ingår i släktet råttor, och familjen råttdjur.
Denna råtta jagades före européernas ankomst i Australien av aboriginer för köttets skull.

## Utseende
Arten liknar de andra råttorna i kroppsbyggnaden. Den blir 12 till 20 cm lång (huvud och bål), har en 5,5 till 14,5 cm lång svans och väger i genomsnitt 115 g. Pälsen har på ovansidan en brungrå till mörkgrå färg med gula hårspetsar. På undersidan är pälsen ljusare till krämvit. De små öronen är nästan gömda i pälsen. Rattus lutreolus har fjäll på den gråa svansen och några glest fördelade hår.

## Utbredning och habitat
Denna råtta förekommer med flera från varandra skilda populationer i östra och sydöstra Australien samt på Tasmanien. Arten vistas i låglandet och i bergstrakter upp till 1600 meter över havet. Den lever främst i fuktiga hedområden eller träskmarker. Rattus lutreolus hittas även i andra habitat som fuktiga skogar och gräsmarker.

## Ekologi
Utanför parningstiden är honor aggressiva mot hanarna. Födan utgörs huvudsakligen av blad och stjälkar. Under våren och sommaren ingår även frukter, frön och insekter i födan. I mindre mått äter arten rötter och svampar. Honor föder upp till fem ungar per kull och kan ha flera kullar per år. De flesta ungar föds mellan våren och hösten. Dräktigheten varar ungefär 27 dagar och ungarna väger cirka 5 g vid födelsen. De blir könsmogna efter cirka 80 dagar. Rattus lutreolus lever vanligen 1 år och kan under bra förhållanden leva 2,4 år.

## Hot
Beståndet påverkas i viss mån av skogsröjningar och bränder. Hela populationen minskar men den är fortfarande stor. IUCN kategoriserar arten globalt som livskraftig.